# Rasbora
Rasbora – rodzaj ryb karpiokształtnych z rodziny karpiowatych (Cyprinidae). Przedstawiciele tego rodzaju to ryby słodkowodne, często hodowane w akwariach.

## Występowanie
Głównie Azja Południowo-Wschodnia, także Afryka.

## Klasyfikacja
Gatunki zaliczane do tego rodzaju:
| - Rasbora amplistriga - Rasbora api - Rasbora aprotaenia - Rasbora argyrotaenia – razbora srebrzysta - Rasbora armitagei - Rasbora atranus - Rasbora atridorsalis - Rasbora aurotaenia - Rasbora baliensis - Rasbora bankanensis - Rasbora borapetensis – razbora czerwonopłetwa - Rasbora borneensis - Rasbora bunguranensis - Rasbora calliura - Rasbora caudimaculata – razbora ogonopręga - Rasbora caverii - Rasbora cephalotaenia – razbora dwupasa - Rasbora chrysotaenia - Rasbora cryptica - Rasbora dandia - Rasbora daniconius – razbora smukła - Rasbora dies - Rasbora dorsinotata - Rasbora dorsiocellata – razbora sumatrzańska - Rasbora dusonensis - Rasbora einthovenii – razbora brylantowa - Rasbora elegans – razbora piękna - Rasbora ennealepis - Rasbora gerlachi - Rasbora hobelmani - Rasbora hosii - Rasbora hubbsi - Rasbora jacobsoni - Rasbora johannae - Rasbora kalbarensis - Rasbora kalochroma – razbora pięknopłetwa - Rasbora kluetensis - Rasbora kobonensis - Rasbora kottelati - Rasbora labiosa - Rasbora lacrimula | - Rasbora lateristriata - Rasbora laticlavia - Rasbora leptosoma - Rasbora meinkeni – razbora Meinkena - Rasbora myersi - Rasbora naggsi - Rasbora nematotaenia - Rasbora nodulosa - Rasbora notura - Rasbora ornata - Rasbora patrickyapi - Rasbora paucisqualis - Rasbora paviana - Rasbora philippina - Rasbora rasbora – razbora pospolita - Rasbora reticulata – razbora siatkowata - Rasbora rheophila - Rasbora rubrodorsalis - Rasbora rutteni - Rasbora sarawakensis - Rasbora semilineata - Rasbora septentrionalis - Rasbora spilotaenia - Rasbora steineri – razbora chińska - Rasbora subtilis - Rasbora sumatrana - Rasbora tawarensis - Rasbora tobana - Rasbora tornieri - Rasbora trifasciata - Rasbora trilineata – razbora szklista - Rasbora truncata - Rasbora tubbi - Rasbora tuberculata - Rasbora vaillanti - Rasbora volzii - Rasbora vulcanus - Rasbora vulgaris - Rasbora wilpita |

Pozycja taksonomiczna Rasbora taytayensis jest niepewna (możliwy synonim Rasbora semilineata).
Gatunkiem typowym rodzaju jest Leuciscus cephalotaenia (R. cephalotaenia).

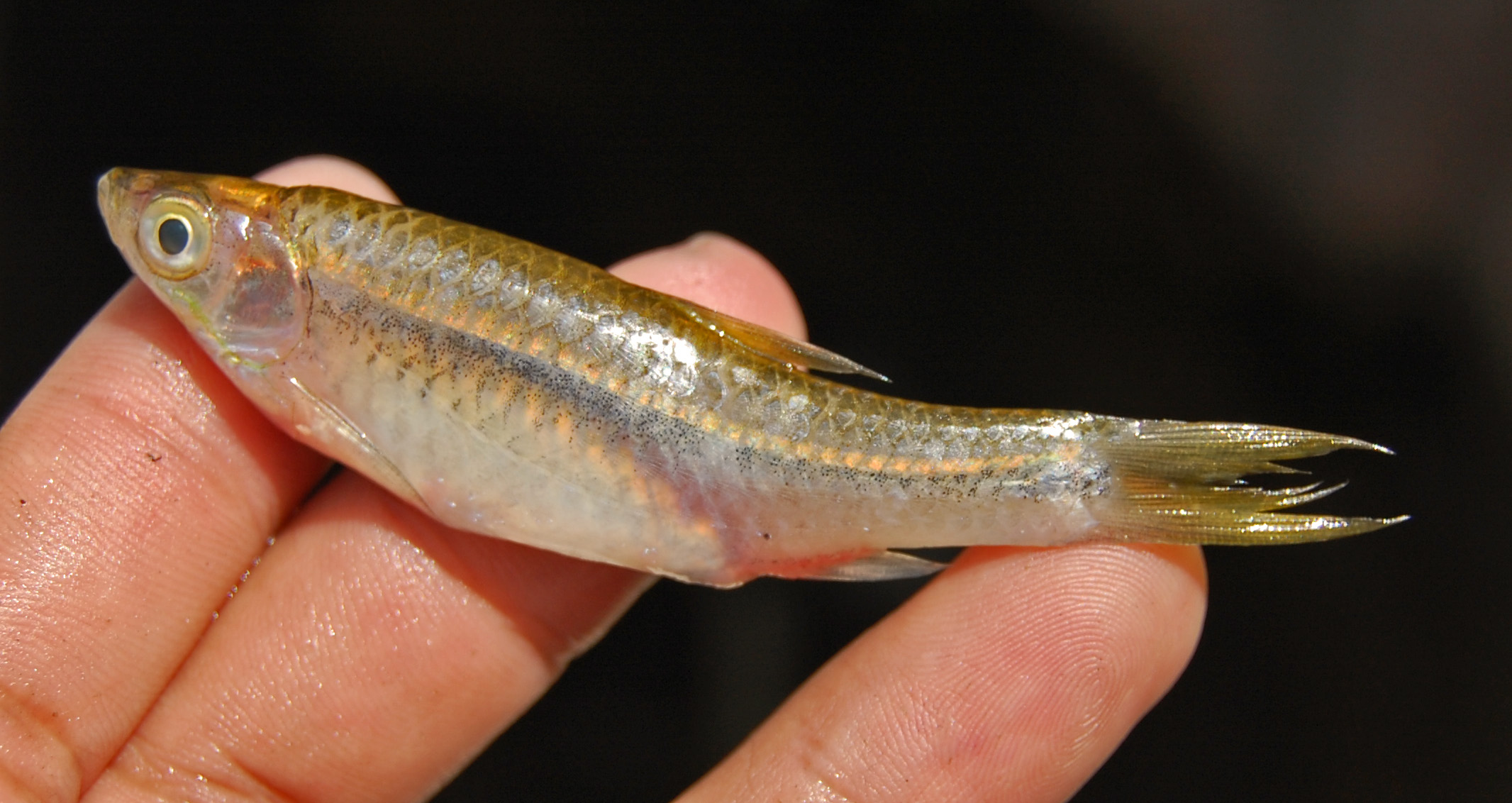
Rasbora argyrotaenia
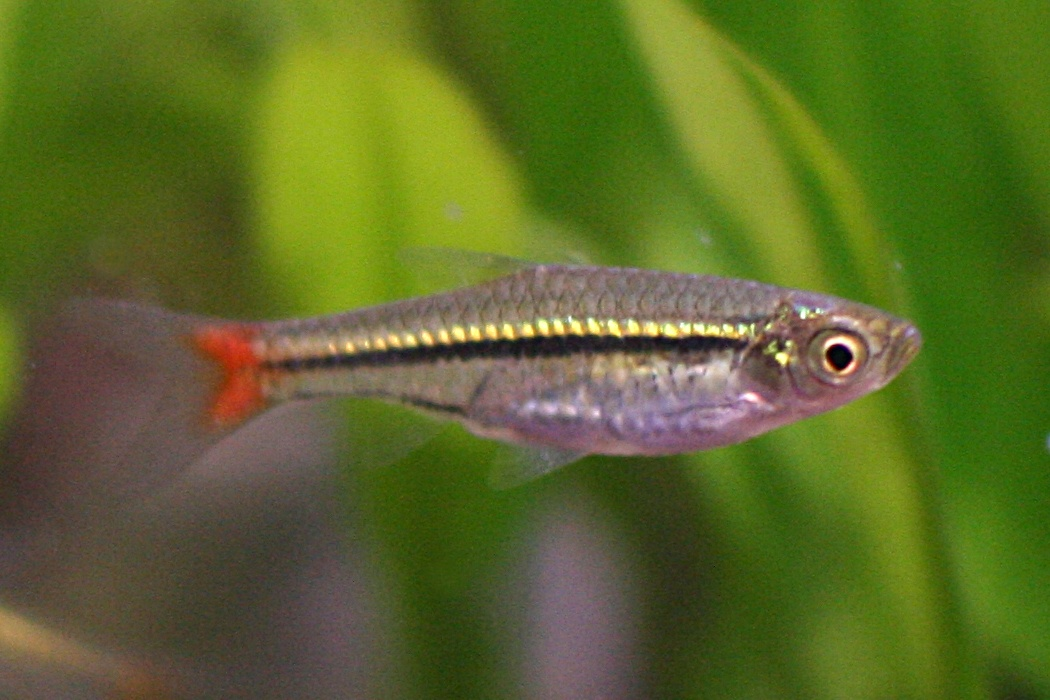
Rasbora borapetensis
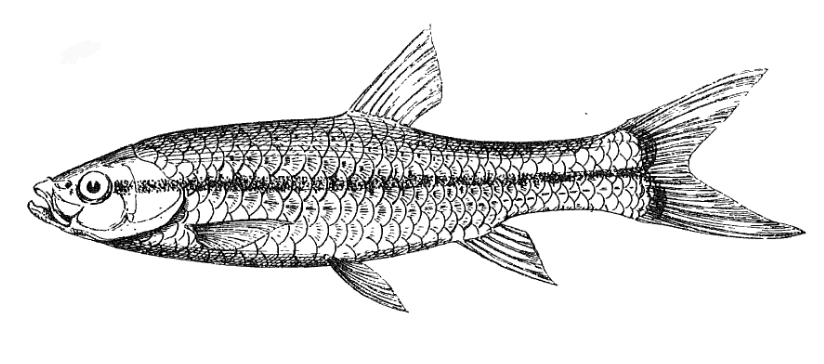
Rasbora daniconius
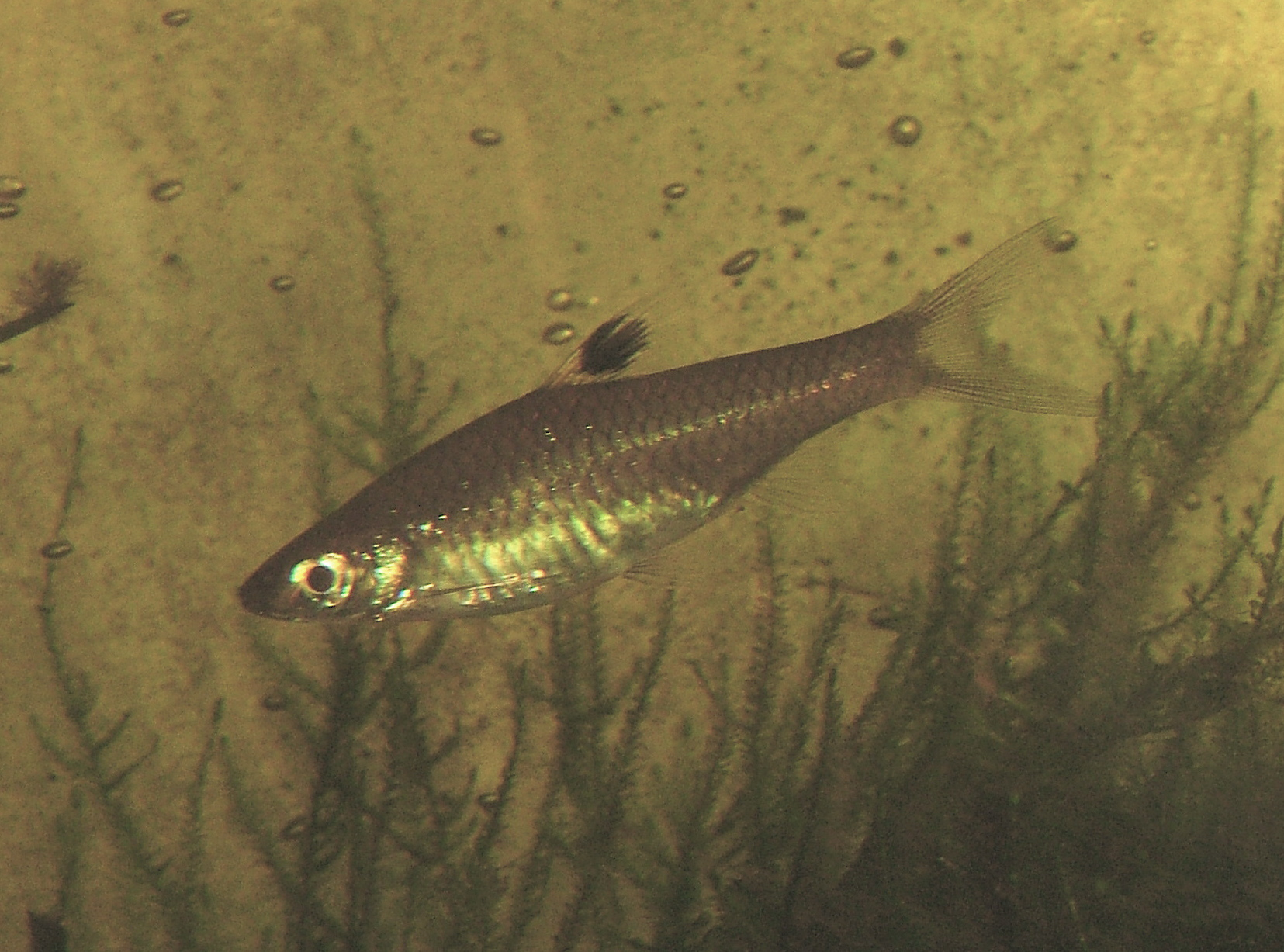
Rasbora dorsiocellata
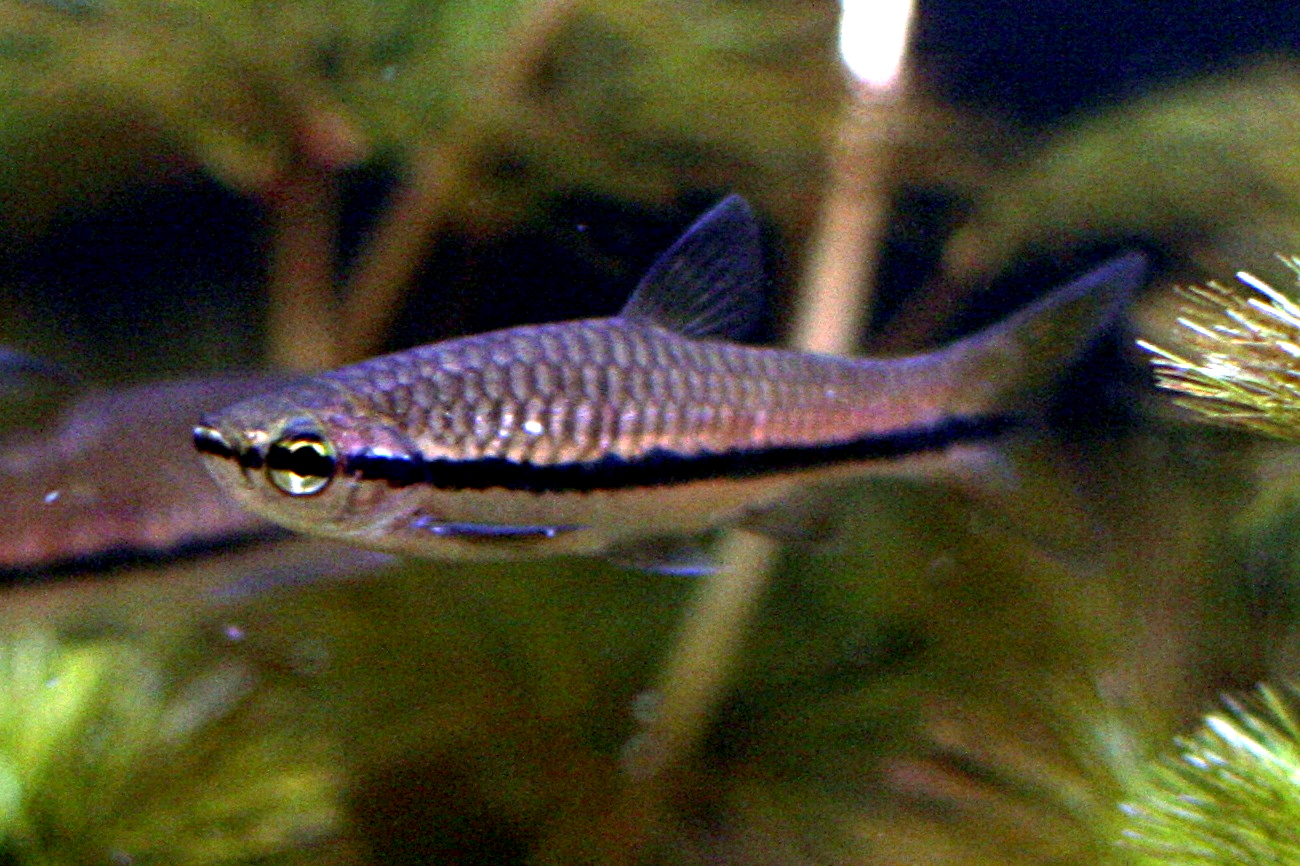
Rasbora einthovenii
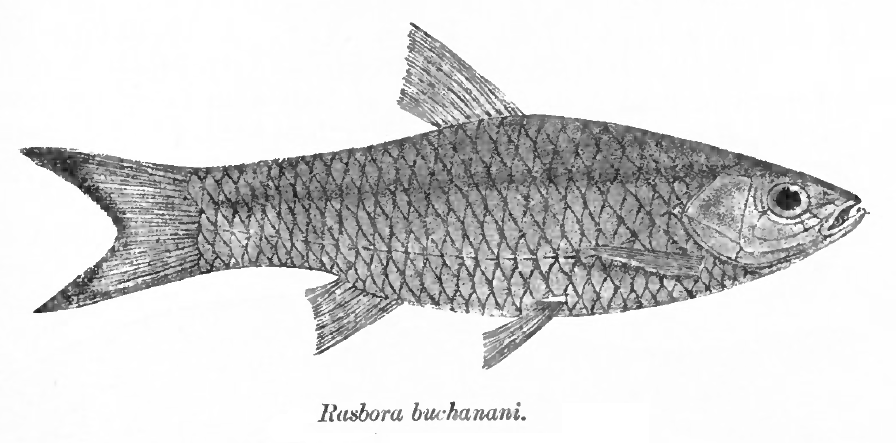
Rasbora rasbora